# Lospindlar
Lospindlar (Oxyopidae) är en familj av spindlar som innehåller över 400 kända arter världen över, uppdelade på 9 olika släkten.

## Kännetecken
Lospindlar har som de flesta andra spindlar åtta ögon, varav de två främre sidoögonen är framåtriktade och betydligt större än de andra ögonen. De kännetecknas också av långa, smala ben som är försedda med fina taggliknande utskott och av en avlång, mot spetsen avsmalnande bakkropp. Vanligen har hanarna av en art smalare bakkropp än honorna av samma art och hanarna har också ofta något längre ben än honorna. Storleksmässigt finns en variation inom familjen från arter med en längd på endast ett par millimeter till arter med en längd på upp till 20 millimeter.

## Utbredning
Familjen har en världsvid utbredning och saknas bara i de mest nordliga och kalla områdena och i vissa ökenområden. Den högsta artrikedomen finns dock i de tropiska och subtropiska delarna av världen. Längre norrut avtar artrikedomen och i de nordligaste delarna av utbredningsområdet representeras familjen bara av ett fåtal arter.

## Levnadssätt
Lospindlar spinner inga fångstnät utan är aktiva jägare som förlitar sig på sin goda syn och sitt känselsinne för att upptäcka byten. De kan dock spinna så kallade ankartrådar som en säkerhet under sina strövtåg och trådar att hänga i under parningen. Vanligen är de mycket aktiva spindlar som med lätthet rör sig i vegetationen över blad, stjälkar och grenar. Bara ett fåtal arter är mindre rörliga och tillbringar mer tid med att ligga i bakhåll för sina byten än att aktivt jaga. Visuella signaler spelar en betydande roll i kommunikationen mellan hanen och honan inför parningen, men även kemiska signaler och beröring ingår.